# José Nelson Westrupp
José Nelson Westrupp SCJ (ur. 11 września 1939 w Imarui) – brazylijski duchowny rzymskokatolicki, sercanin, w latach 2003-2015 biskup Santo André.

## Życiorys
Święcenia kapłańskie przyjął 28 czerwca 1964 w zgromadzeniu księży sercanów. Był m.in. wiceprowincjałem, rektorem kolegium sercańskiego w Rzymie, a także radnym generalnym.
11 maja 1991 został prekonizowany biskupem São José dos Campos. Sakrę biskupią otrzymał 20 lipca 1992. 1 października 2003 został mianowany biskupem Santo André. 27 maja 2015 przeszedł na emeryturę. Od 4 lutego 2017 do 17 marca 2018 był administratorem apostolskim Lages.